# Trypauchen pelaeos
Trypauchen pelaeos es una especie de peces de la familia de los Gobiidae en el orden de los Perciformes.

## Hábitat
Es un pez de Mar y, de clima tropical y demersal que vive entre 3-20 m de profundidad.

## Distribución geográfica
Se encuentra en el Pacífico occidental

## Observaciones
Es inofensivo para los humanos. 